# 오시마누마지리역
오시마누마지리역(일본어: 渡島沼尻駅)은 일본 홋카이도 가야베 군 모리정에 있는 홋카이도 여객철도 하코다테 본선(사와라 지선)의 역으로, 오누마역이 관리하는 무인역이다. 역 번호는 N67이며, 상대식 승강장 2면 2선의 구조를 지닌 지상역이다. 코마가타케(駒ケ岳) 산기슭에 위치해 있기에 주변에 민가는 5채밖에 없고 대부분 숲과 농경지만 존재한다. 승강장끼리 건널목으로 연결되어 있는 상대식 승강장 지상역 형태이다.

## 역 주변
- 국도 제278호선

## 역사
- 1945년 6월 1일 : 오시마누마지리 신호장(일본어: 渡島沼尻信号場)으로서 설치.
- 1987년 4월 1일 : 민영화에 의해, 홋카이도 여객철도로 이관. 역으로 승격됨.

## 인접 정차역
| 홋카이도 여객철도 하코다테 본선 | 홋카이도 여객철도 하코다테 본선 | 홋카이도 여객철도 하코다테 본선 |
| ------------------------------- | ------------------------------- | ------------------------------- |
| N68 시카베 오누마 방면          | 사와라 지선                     | 오시마사와라 N66 모라 방면      |